# Rehabilitacja zawodowa
Rehabilitacja zawodowa – rodzaj rehabilitacji skupiający się na przygotowaniu oraz wprowadzeniu osoby niepełnosprawnej na rynek pracy, co winno się odbywać w zgodzie z jej możliwościami psychofizycznymi, jak również ze zdobytymi wcześniej i posiadanymi kwalifikacjami zawodowymi, a także z uwzględnieniem reorientacji zawodowej.
Proces reorientowania ukierunkować ma daną osobę na najoptymalniejszy dlań kierunek szkolenia i zatrudnienia. Zasadniczo przebiega to w czterech etapach: oceny zdolności do podjęcia pracy, przygotowania do podjęcia zatrudnienia, zatrudnienie na odpowiednim i adekwatnym stanowisku i opieka nad osobą już w trakcie pracy, zwłaszcza w jej początkowym okresie (adaptacja). Głównym celem rehabilitacji zawodowej jest w tym kontekście zdobycie i utrzymanie odpowiedniego zatrudnienia oraz możliwości awansu zawodowego.
Sukces rehabilitacji zawodowej mierzyć można samooceną pracownika (poczuciem przydatności zawodowej), odczuciem samorealizacji i zadowolenia z wykonywanych obowiązków zawodowych. 
Z prawnego punktu widzenia odzwierciedleniem realizacji konstytucyjnego prawa osób niepełnosprawnych do rehabilitacji jest ustawa z dnia 27 sierpnia 1997 o rehabilitacji zawodowej i społecznej oraz zatrudnianiu osób niepełnosprawnych. Rehabilitację zawodową oraz wspierające ją działania zakwalifikować można (wraz z rehabilitacją społeczną) do  kategorii podstawowych instrumentów służących inkluzji społecznej osób niepełnosprawnych.